# ميخائيل ايفانوف (متزحلق)
ميخائيل ايفانوف (بالروسية: Иванов, Михаил Петрович)‏ هو متزحلق روسي، ولد في 20 نوفمبر 1977 في أوستروف في روسيا.

## وصلات خارجية
- ميخائيل ايفانوف على موقع الاتحاد الدولي للتزلج (التزلج الريفي) (الإنجليزية)
- ميخائيل ايفانوف على موقع اللجنة الأولمبية الدولية (الإنجليزية)
- ميخائيل ايفانوف على موقع أوليمبيديا (الإنجليزية)